# Сервій Корнелій Долабелла Метіліан Помпей Марцелл
Сервій Корнелій Долабелла Метіліан Помпей Марцелл (лат. Servius Cornelius Dolabella Metilianus Pompeius Marcellus; ? — після 113) — державний та військовий діяч Римської імперії, консул-суффект 113 року.

## Життєпис
Походив з патриціанського роду Корнеліїв, його гілки Долабелла. Син Сервія Корнелія Долабелли Петроніана, консула 86 року, та Метілії (можливо була в родинних зв'язках з Помпеями Марцеллами).
Розпочав кар'єру за часів Доміціана. Спочатку був монетарієм-тріумвіром з карбування мідної, срібної та золотої монети. Згодом обіймав посаду палатинського салія. За часів імператора Траяна став квестором.
На посаді севіра римських вершників III турми брав участь у Другій війні проти даків. Після цього став претором. У 113 році призначений консулом-суффектом разом з Гаєм Клодієм Криспіном. Наприкінці правління Траяна або невдовзі після сходження на трон Адріана став фламіном Квіріна.
Був патроном міста Корфіній у Самнії, де звів терми. Помер на початку правління імператора Адріана.

## Родина
Дружина — Веранія
Діти:
- Сервій Корнелій Доллабела (помер дитиною)
- Корнелій Долабелла Вераніан, помер за життя батька